# Rückung
Unter einer Rückung versteht man in der Harmonielehre die unvermittelte Verschiebung des tonalen Zentrums (Tonika), anders als bei der (vermittelnden) Modulation, bei welcher der Wechsel der Tonart durch eine Kadenz und, bzw. oder harmonische Umdeutung vollzogen wird. Die Rückung ist somit die einfachste und direkteste Art, von einer Tonart in die andere zu gelangen.
Abzugrenzen ist die Rückung von der Akkordrückung als 'Stilmittel'; einer Parallelverschiebung von Akkorden, die u. a. in Werken des Impressionismus verwendet wird und auch in weiteren Musikstilen des 20. und 21. Jahrhundert eine prägende Rolle spielt. Ein typisches Beispiel hierfür ist die Verschiebung von Powerchords in der Rockmusik. Schon im Mittelalter finden sich einfache Formen dieser musikalischen Satzart (siehe Quint- und Oktavorganum).

## Klassische Musik
Bereits in der klassischen Musik wurde die Rückung als tonal-modulatorisches Verfahren eingesetzt. So beispielsweise in Maurice Ravels populären Komposition Boléro, in dem kurz vor Schluss des Stückes nach E-Dur gerückt wird, nachdem der Satz ausgesprochen lange statisch in C-Dur verharrt.

## Popmusik
Häufig ist die Rückung in der heutigen Popularmusik, die in der Regel auf Moduliervorgänge verzichtet, was mit dem rudimentären Charakter ihrer melodischen Phrasierung zusammenhängt.
Sehr häufig und leicht herauszuhören ist die Rückung um einen Ganzton nach oben. Sie wird oft zur Steigerung des letzten Refrains benutzt. Ein Beispiel ist John Lennons Woman.
Das Lied Eisgekühlter Bommerlunder der Toten Hosen verwendet die mehrfache Halbtonrückung als hauptsächliches Stilmittel, das hier nicht nur den letzten Refrain steigert, sondern neben einer kontinuierlichen Steigerung von Instrumenteneinsatz und Lautstärke zu einem an sich banalen Text den eigentlichen Reiz des Liedes ausmacht.
Die Pop-Gruppe Kraftwerk erhob die Rückung zu einem Stilprinzip.
Ein weiteres bekanntes Beispiel für die Rückung in der Popmusik ist Paul McCartneys Mull of Kintyre. Das Lied beginnt in E-Dur und rückt nach dem zweiten Refrain eine Quarte hinauf nach A-Dur. Dabei wird die exakt gleiche Melodie wie zuvor, nur in der neuen Tonart A-Dur, gespielt. Nach einer Refrain-Strophe-Refrain-Folge in A-Dur wird wieder zur ursprünglichen Tonart E-Dur hinuntergerückt (das kann jedoch auch als Modulation gedeutet werden: Der E-Dur-Tonikaklang wird zum Dominantklang der Tonart A-Dur umgedeutet).
Ein anderes Beispiel der Rückung in der Popmusik ist To be with you von David Grahame und Eric Martin (Mr. Big). Der erste und der zweite Refrain („I'm the one who wants …“) stehen in A-Dur. Nach der Bridge und der Wiederholung des Strophenendes „When it's through (…) let me be the one to show you“ folgt der Refrain unvermittelt eine kleine Terz höher, also in C-Dur. Danach wird der Refrain ein weiteres Mal in der ursprünglichen Tonart A-Dur gespielt, in der das Lied auch endet.
Eine in der U-Musik sehr beliebte Anwendung ist die chromatische Rückung bei einer der letzten Wiederholungen des Refrains um einen Halbton nach oben. Dieses musikalische Mittel ist ein Fall einer Sequenzierung. Es dient dazu – wie auch bei den obigen Beispielen –, eine psychologische „Steigerungswirkung“ zu erzeugen. Ein Beispiel unter vielen ist Michael Jacksons Song History auf dem gleichnamigen Album.
Der Übergang wird zuweilen durch die große Untermediante eingeleitet, die als Zwischendominante zur Zieltonart fungiert – in C-Dur z. B. As-Dur als Zwischendominante zu Des-Dur. Gut zu hören ist dieses Phänomen in Udo Jürgens’ Hit Ein ehrenwertes Haus, in dem jede Strophe einen Halbton höher als die vorherige beginnt und dies jeweils durch die Untermediante der vorherigen Tonart angekündigt wird. Eines der bekanntesten Beispiele für diese Technik ist der Klassiker des Neuen Geistlichen Lieds Danke für diesen guten Morgen (1961), das seit der Ersteinspielung durch den Botho-Lucas-Chor regelmäßig mit einer Halbtonrückung bei jedem Strophenwechsel aufgeführt wird.
Ein Beispiel für die chromatische Rückung im Jazz ist das Stück So What, das die 32-taktige AABA-Form hat. Die Tonart des A-Teils (und des Stückes insgesamt) ist d-Dorisch. Der B-Teil ist dabei der um einen Halbton hochtransponierte A-Teil; er steht somit in es-Dorisch.